# Megaselia lamellicauda
Megaselia lamellicauda är en tvåvingeart som beskrevs av Borgmeier 1966. Megaselia lamellicauda ingår i släktet Megaselia och familjen puckelflugor. Inga underarter finns listade i Catalogue of Life.